# Orbiter (ruimtevaartuig)

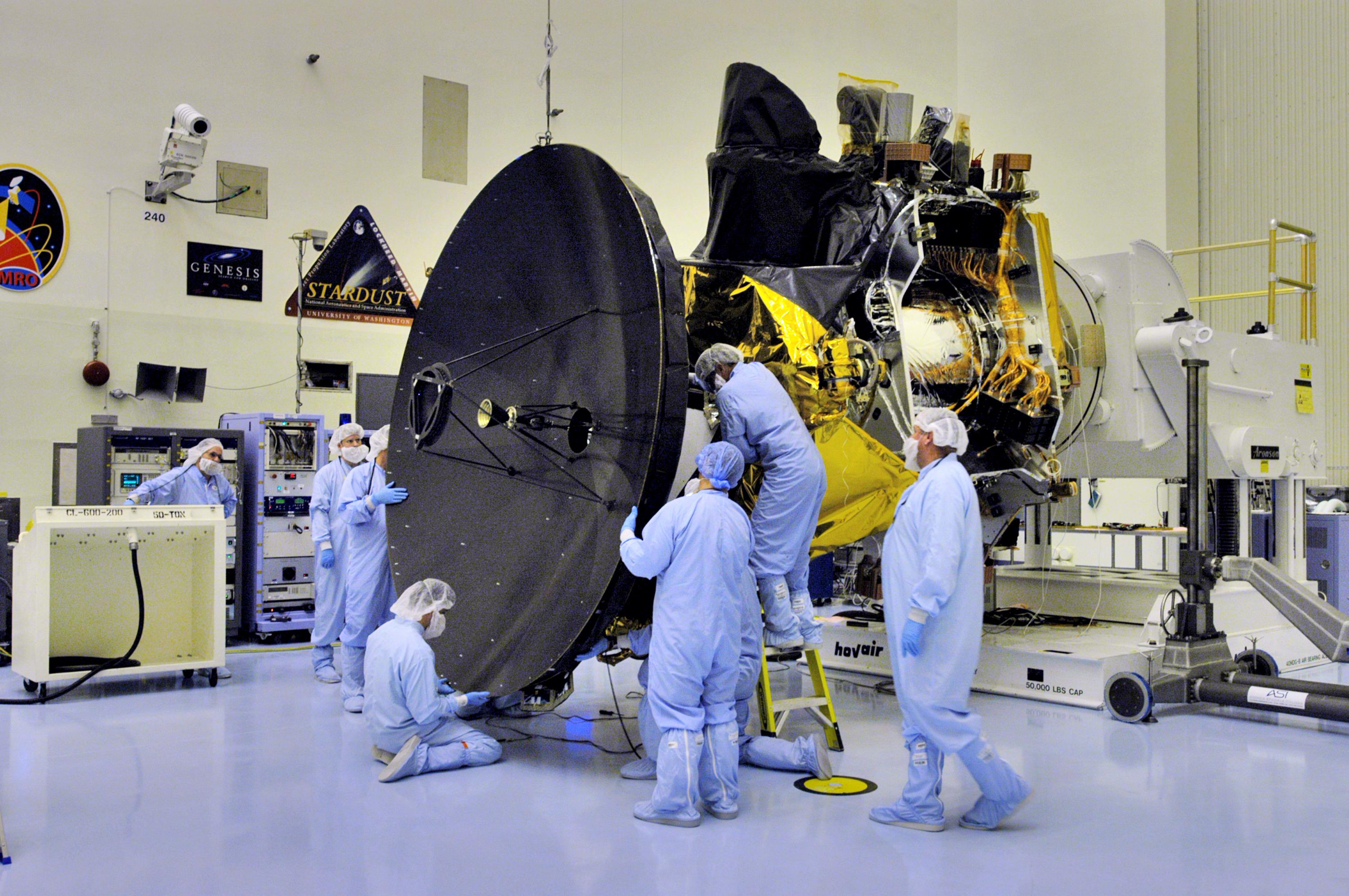
De Mars Reconnaissance Orbiter

De Spaceshuttle-orbiter Discovery

Orbiter is een term die gebruikt wordt voor het deel van een ruimtevaartuig dat in een baan (orbit) rond de Aarde of een andere planeet wordt gebracht. Meestal wordt een orbiter met een draagraket in de ruimte gebracht.
De term orbiter wordt bij heel wat ruimtemissies gebruikt:
- De Spaceshuttles is, waarbij de orbiter de vorm heeft van een vliegtuig.
- De Viking 2 Marsverkenner, 1975
- De Mars Exploration missie van de NASA
- De Mars Reconnaissance Orbiter
- De ExoMars-missie van de ESA